# イグナイト・ザ・ドリーム
イグナイト・ザ・ドリーム (英語：Ignite the Dream, A Nighttime Spectacular of Magic and Light、中国語：点亮奇梦：夜光幻影秀) は、上海ディズニーランドにて開催されている夜のレギュラーエンターテインメントショーである。

## 概要
上海ディズニーランドの中央に位置する「エンチャンテッド・ストーリーブック・キャッスル」を舞台として、花火やプロジェクションマッピング、レーザーライト、炎などを使用した幻想的なナイトエンターテインメント。上海ディズニーランドの開業と同じ2016年6月16日に始まり、ミッキーマウスが様々なディズニー作品の世界をめぐる様子を楽しむことができる。

## 使用楽曲
オープニング
- 夢はひそかに - A Dream is a Wish Your Heart Makes

ライオン・キング
- サークル・オブ・ライフ - Circle of Life
- 王様になるのが待ちきれない - I Just Can't Wait to be King
- ハクナ・マタタ - Hakuna Matata

リトル・マーメイド
- パート・オブ・ユア・ワールド - Part of Your World

ファインディング・ニモ
- マーリンのジョーク - Fronds Like These

パイレーツ・オブ・カリビアン
- 彼こそが海賊 - He's a Pirate

アラジン
- フレンド・ライク・ミー - Friend Like Me

ムーラン
- リフレクション - Reflection
- 闘志を燃やせ - I'll Make a Man Out of You

ピノキオ
- 星に願いを - When You Wish upon a Star

スター・ウォーズ
- スター・ウォーズ メイン・タイトル - Star Wars Main Title
- レジスタンスのマーチ - March of the Resistance

スター・ウォーズ
- レット・イット・ゴー - Let it Go
- 生まれてはじめて - For the First Time in Forever
- ヴェリィ - Vuelie

エンディング
- 夢はひそかに - A Dream is a Wish Your Heart Makes